# Taradell
Taradell est une commune de la province de Barcelone, en Catalogne, en Espagne, de la comarque d'Osona.

## Personnalités liées
- Albert Om i Ferrer, journaliste, présentateur et directeur de programmes de radio et télévision catalane, est né à Taradell.